# Karl Sapper
Pour les articles homonymes, voir Sapper.
Karl Theodor Sapper, né le 6 février 1866 à Wittislingen et mort le 29 mars 1945 à Garmisch-Partenkirchen, est un explorateur, géologue, naturaliste et géographe allemand.

## Biographie
Il étudie la géologie à Munich,. 
En 1888, il rejoint son frère au Guatemala, où celui-ci exerce comme planteur de café. Pendant deux ans, il gère une plantation, mais, à cause de soucis de santé, abandonne ce poste. Cependant, au cours de ces deux années, il a pu apprendre trois langues auprès des locaux, l'espagnol n'étant pas d'usage courant. Il a également réalisé des relevés topographiques et géologiques, tout en poursuivant son intérêt pour l'ethnographie et l'archéologie. Après avoir abandonné son travail, il s'installe à Cobán et, avec le soutien financier de son frère, se consacre aux études scientifiques.
Il voyage à travers l'Amérique centrale et travaille comme géologue pour le gouvernement du Mexique. Il dessine des cartes géologiques de l'Amérique centrale et une grande topologie du Guatemala. Il découvre, entre autres recherches, des traces d'offrandes d'origine maya au sommet du volcan Tajumulco, avec la présence d'encensoirs et à Chocolá, un complexe de plus de 100 structures mayas.
Il revient en Allemagne en 1900, à l'âge de 34 ans, après 12 ans passés en Amérique centrale et après avoir parcouru tout le Yucatan et le Panama. Il obtient son habilitation et donne des conférences dans des universités allemandes. En 1902, il est nommé professeur de géographie à l'université de Tübingen et, en 1910, professeur à l'université de Strasbourg. En 1919, il rejoint l'Université de Würzburg et joue un rôle déterminant dans la création d'un institut de géographie. Il est resté à ce poste jusqu'à sa retraite en 1932.